# Музей современного искусства (Тайбэй)
Музей современного искусства в Тайбэе (кит. 台北當代藝術館, англ. Museum of Contemporary Art Taipei, MoCA Taipei) — художественный музей в районе Датун тайваньского города Тайбэй, открытый в мае 2001 года в бывшем здании начальной школы, построенном в 1921 году; ранее в здании размещалась администрация города; является первым музеем Тайваня, посвященным исключительно современному искусству; соорганизатор биеннале «Animamix Biennial».

## История и описание
Строительство здания будущего Музея современного искусства в Тайбэе было завершено в 1921 году — первоначально в нём разместилась общеобразовательная школа для японских и небольшого числа состоятельных тайваньских студентов под названием «Kensei Shogakko» (Jian Cheng Elementary School). После 1945 года небольшое школьное здание было преобразовано в офис для городской администрации — оно продолжало выполнять эту функцию до 1994 года, пока правительство Тайбэя не переехало в новый муниципальный центр в районе Синьи (Xinyi). За проведённые в роли ратуши 50 лет здание из красного кирпича стало одним из символов города.
В 1996 году бывшее школьное здание было признано историческим памятником и, в соответствии с политикой использования исторических мест, в нем разместился музей современного искусства, который официально открылся 26 мая 2001 года. Деятельность галереи с момента её создания координировал «Фонд современного искусства», созданный муниципальными властями. После первых семи лет, с 1 января 2008 года, музей был передан в управление Тайбэйскому культурному фонду (Taipei Cultural Foundation), который пытается сочетать ограниченные ресурсы городских властей с возможностями частного спонсорства — для того чтобы представить широкой аудитории актуальные течения как тайваньского, так и международного современного искусства. Так в период с августа по октябрь 2018 года в музее прошла временная групповая выставка «Trans-Justice: Para-Colonial@Technology», посвященная 30-летию отмены военного положения на Тайване: на выставке были представлены как работы местных авторов (включая, Chen Chieh-Jen), так и произведения немецкого видео-художника Грегора Каспера (род. 1986).
В 2009—2010 годах, в период второй биеннале «Animamix Biennial» (термин, сочетающий в себе «анимацию» и «комиксы»), MoCA Taipei — совместно с тремя музеями современного искусства, расположенными на территории континентального Китая — представлял местной аудитории работы, исследовавшие «тенденции в эстетике» в области современной анимации (прежде всего, аниме).